# Подвисочная ямка
Подвисочная ямка (лат. fossa infratemporalis) — углубление в латеральных отделах черепа, располагающееся кнаружи от крылонёбной ямки. Подвисочная ямка не имеет нижней костной стенки.

## Границы
Границами подвисочной ямки являются:
- передняя граница: подвисочная поверхность тела верхней челюсти и скуловая кость;
- верхняя граница: крыло клиновидной кости и чешуя височной кости;
- медиальная граница: латеральная пластинка крыловидного отростка клиновидной кости и боковая стенка глотки;
- латеральная граница: скуловая дуга и ветвь нижней челюсти

## Содержимое ямки
Подвисочная ямка содержит:
- нижний отрезок височной мышцы и крыловидные мышцы;
- верхнечелюстную, среднюю менингеальную, нижнюю альвеолярную, глубокую височную, щёчную артерии и крыловидное венозное сплетение;
- нижнечелюстной, нижний альвеолярный, язычный, щёчный нервы, барабанную струну и ушной ганглий[1][2]

## Сообщение с другими анатомическими образованиями
- На верхней стенке подвисочной ямки открываются овальное и остистое отверстия; на передней стенке открываются альвеолярные каналы.
- На верхней и медиальной стенках располагаются две щели: горизонтально направленная нижняя глазничная щель и вертикально ориентированная крыловидно-верхнечелюстная щель.
- В передне-медиальных отделах подвисочная ямка переходит в крылонёбную ямку.